# Danh sách cầu thủ tham dự Giải vô địch bóng đá U-19 châu Á 2010
Dưới đây là đội hình các đội bóng tham dự Giải vô địch bóng đá U-19 châu Á 2010, tổ chức ở Trung Quốc, diễn ra từ 3 – 17 tháng 10 năm 2010.
Các cầu thủ được đánh dấu (c) là đội trưởng của đội tuyển quốc gia đó. Tổng số lần ra sân, bàn thắng, câu lạc bộ và tuổi được tính đến ngày khai mạc giải đấu là 3 tháng 10 năm 2010.

## Bảng A

### Trung Quốc
| Số | VT | Cầu thủ               | Ngày sinh (tuổi)            | Trận | Bàn | Câu lạc bộ           |
| -- | -- | --------------------- | --------------------------- | ---- | --- | -------------------- |
| 1  | TM | Yan Junling           | 28 tháng 1, 1991 (19 tuổi)  |      |     | Shanghai East Asia   |
| 21 | TM | Teng Shangkun         | 10 tháng 1, 1991 (19 tuổi)  |      |     | Hangzhou Greentown   |
| 22 | TM | Han Rongze            | 15 tháng 1, 1993 (17 tuổi)  |      |     | Shandong Luneng      |
| 3  | HV | Mirakhmadjon Muzaffar | 14 tháng 1, 1991 (19 tuổi)  |      |     | Shandong Luneng      |
| 5  | HV | Ma Chongchong         | 17 tháng 1, 1991 (19 tuổi)  |      |     | Beijing Guoan Talent |
| 6  | HV | Lei Tenglong          | 17 tháng 1, 1991 (19 tuổi)  |      |     | Beijing Guoan Talent |
| 11 | HV | Bai Jiajun            | 20 tháng 3, 1991 (19 tuổi)  |      |     | Shanghai East Asia   |
| 12 | HV | Li Lei                | 30 tháng 5, 1992 (18 tuổi)  |      |     | Nanchang Hengyuan    |
| 15 | HV | Zheng Kaimu           | 28 tháng 1, 1992 (18 tuổi)  |      |     | Shanghai East Asia   |
| 23 | HV | Shi Ke                | 8 tháng 1, 1993 (17 tuổi)   |      |     | Hangzhou Greentown   |
| 2  | TV | Wang Tong             | 12 tháng 2, 1993 (17 tuổi)  |      |     | Shandong Luneng      |
| 4  | TV | Peng Xinli            | 22 tháng 7, 1991 (19 tuổi)  |      |     | Chengdu Blades       |
| 7  | TV | Hu Rentian            | 21 tháng 1, 1991 (19 tuổi)  |      |     | Tianjin Teda         |
| 8  | TV | Zhang Xizhe           | 23 tháng 1, 1991 (19 tuổi)  |      |     | Beijing Guoan Talent |
| 10 | TV | Jin Jingdao           | 18 tháng 1, 1992 (18 tuổi)  |      |     | Yanbian FC           |
| 13 | TV | Wu Lei                | 19 tháng 11, 1991 (18 tuổi) |      |     | Shanghai East Asia   |
| 14 | TV | Yang Yihu             | 16 tháng 9, 1991 (19 tuổi)  |      |     | Guangzhou Evergrande |
| 16 | TV | Liu Binbin            | 16 tháng 6, 1993 (17 tuổi)  |      |     | Shandong Luneng      |
| 17 | TV | Li Zhilang            | 22 tháng 8, 1991 (19 tuổi)  |      |     | Guangzhou Evergrande |
| 19 | TV | Wei Renjie            | 18 tháng 2, 1991 (19 tuổi)  |      |     | Qingdao Jonoon       |
| 20 | TV | Zou Yucheng           | 15 tháng 1, 1991 (19 tuổi)  |      |     | Beijing Guoan Talent |
| 9  | TĐ | Tan Tiancheng         | 15 tháng 5, 1991 (19 tuổi)  |      |     | Beijing Guoan Talent |
| 18 | TĐ | Zhu Jianrong          | 12 tháng 7, 1991 (19 tuổi)  |      |     | Qingdao Jonoon       |

### Thái Lan
| Số | VT | Cầu thủ               | Ngày sinh (tuổi)           | Trận | Bàn | Câu lạc bộ     |
| -- | -- | --------------------- | -------------------------- | ---- | --- | -------------- |
| 1  | TM | Ukrit Wongmeema       | 9 tháng 7, 1991 (19 tuổi)  |      |     | Buriram United |
| 4  | HV | Wittawin Clowuttiwat  | 29 tháng 8, 1991 (19 tuổi) |      |     | Thái Lan       |
| 6  | HV | Sakda Fai-in          | 17 tháng 4, 1991 (19 tuổi) |      |     | Thái Lan       |
| 7  | HV | Apisit Khamwang       |                            |      |     | Thái Lan       |
| 12 | TV | Ponlachai Hongthong   |                            |      |     | Thái Lan       |
| 13 | TV | Anucha Suksai         |                            |      |     | Thái Lan       |
| 15 | TV | Atthaphol Thomma      |                            |      |     | Thái Lan       |
| 19 | TV | Piyarat Lajungreed    | 29 tháng 8, 1991 (19 tuổi) |      |     | Thái Lan       |
| 10 | TV | Surachet Ngamtip      | 1 tháng 2, 1991 (19 tuổi)  |      |     | Thái Lan       |
| 11 | TĐ | Chananan Pombuppha    | 17 tháng 3, 1992 (18 tuổi) |      |     | Thái Lan       |
| 14 | TV | Pokklaw Anan          | 4 tháng 3, 1991 (19 tuổi)  |      |     | Thái Lan       |
| 14 | HV | Sakolwat Skollah      | 22 tháng 2, 1991 (19 tuổi) |      |     | Thái Lan       |
| 17 | HV | Pittayapat Mangkata   |                            |      |     | Thái Lan       |
| 18 | TM | Wasan Narsuan         |                            |      |     | Thái Lan       |
| 20 | TV | Noppanon Kotchaplayuk |                            |      |     | Thái Lan       |
| 21 | TĐ | Pattana Sokjoho       |                            |      |     | Thái Lan       |
| 22 | TM | Suchin Yen-arom       |                            |      |     | Thái Lan       |
| 25 | TĐ | Nuttawut Khamrin      | 27 tháng 3, 1991 (19 tuổi) |      |     | Rayong         |
| 26 | TĐ | Adisak Kraisorn       | 1 tháng 2, 1991 (19 tuổi)  |      |     | Thái Lan       |
| 27 | HV | Watsaphon Thosanthiah | 4 tháng 3, 1991 (19 tuổi)  |      |     | Thái Lan       |
| 28 | TV | Sarach Yooyen         | 30 tháng 5, 1992 (18 tuổi) |      |     | Thái Lan       |
| 30 | TĐ | Chakrit Ravanprakon   |                            |      |     | Thái Lan       |

## Bảng B

### Uzbekistan
Huấn luyện viên: Marat Kabaev.
The following players were called for Giải vô địch bóng đá U-19 châu Á 2010 in Trung Quốc 

| Số | VT | Cầu thủ                 | Ngày sinh (tuổi)            | Trận | Bàn | Câu lạc bộ          |
| -- | -- | ----------------------- | --------------------------- | ---- | --- | ------------------- |
| 1  | TM | Nikita Ribkin           | 20 tháng 1, 1992 (18 tuổi)  |      |     | FC Pakhtakor        |
| 12 | TM | Viktor Mochalov         | 8 tháng 2, 1991 (19 tuổi)   |      |     | FC Bunyodkor        |
| 21 | TM | Akmal Tursunbaev        | 21 tháng 4, 1992 (18 tuổi)  |      |     | FC Pakhtakor        |
| 2  | HV | Dilshod Juraev          | 14 tháng 4, 1993 (17 tuổi)  |      |     | FC Bunyodkor        |
| 3  | HV | Salim Mustafaev         | 7 tháng 3, 1991 (19 tuổi)   |      |     | Dynamo Samarkand    |
| 4  | HV | Farrukh Nurlibaev       | 6 tháng 1, 1991 (19 tuổi)   |      |     | Olmaliq FK          |
| 5  | HV | Javlon Guseynov         | 24 tháng 6, 1991 (19 tuổi)  |      |     | Olmaliq FK          |
| 6  | HV | Vladimir Kozak          | 12 tháng 6, 1993 (17 tuổi)  |      |     | FC Pakhtakor        |
| 14 | HV | Azamat Mamadjanov       | 6 tháng 1, 1992 (18 tuổi)   |      |     | FC Pakhtakor        |
| 15 | HV | Davronbek Khashimov     | 24 tháng 11, 1992 (17 tuổi) |      |     | FC Pakhtakor        |
| 22 | HV | Akbar Ismatullaev       | 10 tháng 1, 1991 (19 tuổi)  |      |     | FC Pakhtakor        |
| 27 | HV | Egor Krimets            | 27 tháng 1, 1992 (18 tuổi)  |      |     | FC Pakhtakor        |
| 8  | TV | Abdumutallib Abdullayev | 19 tháng 9, 1992 (18 tuổi)  |      |     | FC Pakhtakor        |
| 9  | TV | Mirgiyoz Suleymanov     | 2 tháng 1, 1991 (19 tuổi)   |      |     | Olmaliq FK          |
| 11 | TV | Alibobo Rakhmatullaev   | 8 tháng 2, 1991 (19 tuổi)   |      |     | FC Bunyodkor        |
| 16 | TV | Akramjon Bakhritdinov   | 2 tháng 10, 1992 (18 tuổi)  |      |     | FC Pakhtakor        |
| 18 | TV | Pavel Smolyachenko      | 1 tháng 12, 1991 (18 tuổi)  |      |     | FK Neftchi Farg'ona |
| 23 | TV | Isroiljon Ergashev      | 1 tháng 12, 1991 (18 tuổi)  |      |     | Olmaliq FK          |
| 32 | TV | Bekzod Mirkhaydarov     | 26 tháng 1, 1991 (19 tuổi)  |      |     | FC Pakhtakor        |
| 7  | TĐ | Sardor Rashidov         | 14 tháng 6, 1991 (19 tuổi)  |      |     | FC Bunyodkor        |
| 10 | TĐ | Temurkhuja Abdukholiqov | 25 tháng 9, 1991 (19 tuổi)  |      |     | Yoshlik Toshkent    |
| 17 | TĐ | Sardor Mirzayev         | 21 tháng 3, 1991 (19 tuổi)  |      |     | FK Neftchi Farg'ona |
| 24 | TĐ | Alexandr Lupashko       | 15 tháng 2, 1991 (19 tuổi)  |      |     | Olmaliq FK          |

### Iraq
Huấn luyện viên: Hassan Ahmed
| 0#0 | Vị trí | Cầu thủ                | Ngày sinh và tuổi          | Câu lạc bộ |
| --- | ------ | ---------------------- | -------------------------- | ---------- |
| 1   | TM     | Mohannad Qasim         | 1 tháng 7, 1990 (18 tuổi)  | Baghdad    |
| 2   | HV     | Omar Nasih Ali         |                            | Iraq       |
| 4   | HV     | Mohammed Hadi          |                            | Iraq       |
| 6   | HV     | Samer Mahdi Mansoor    |                            | Iraq       |
| 7   | TĐ     | Mohaimen Saleem        |                            | Iraq       |
| 8   | TV     | Ali Zwaeed Mohammed    |                            | Iraq       |
| 9   | TĐ     | Mohammed Saad Abdullah |                            | Iraq       |
| 10  | TĐ     | Ahmed Hasan Shanshool  |                            | Iraq       |
| 11  | TV     | Mustafa Jawda          | 1 tháng 7, 1992 (18 tuổi)  | Al-Shorta  |
| 12  | TM     | Jalal Hassan           | 18 tháng 5, 1991 (19 tuổi) | Karbala    |
| 13  | TV     | Amjad Waleed           | 9 tháng 11, 1993 (16 tuổi) | Duhok      |
| 14  | TV     | Mohammed Ahmed Jabbar  |                            | Iraq       |
| 15  | HV     | Waleed Bahar           | 27 tháng 4, 1991 (19 tuổi) | Al-Shorta  |
| 16  | TV     | Ali Sabah Abas         |                            | Iraq       |
| 17  | TV     | Ahmed Jabbar           |                            | Iraq       |
| 18  | HV     | Amoori Iedan           |                            | Iraq       |
| 20  | TV     | Ahmad Fadhel           | 2 tháng 3, 1992 (18 tuổi)  | Al-Shorta  |
| 22  | HV     | Karrar Majeed Khalaf   |                            | Iraq       |
| 23  | TM     | Mohammed Hameed        | 24 tháng 1, 1993 (17 tuổi) | Al-Kahraba |
| 24  | TĐ     | Marwan Hussein         | 26 tháng 1, 1992 (18 tuổi) | Al-Zawraa  |
| 27  | TV     | Amjad Kalaf            | 5 tháng 10, 1991 (18 tuổi) | Al-Shorta  |
| 33  | HV     | Ammar Jabbar           |                            | Iraq       |
| 34  | HV     | Ali Bahjat             | 3 tháng 3, 1992 (18 tuổi)  | Al-Karkh   |

## Bảng C

### Jordan
Huấn luyện viên:  Mohammad Abdel-Azim
| Số | Vt | Cầu thủ                  | Ngày sinh (tuổi) | Số trận | Câu lạc bộ       |
| -- | -- | ------------------------ | ---------------- | ------- | ---------------- |
| 1  | TM | Ahmed Al-Sagheer         |                  |         |                  |
| 2  | HV | Tareq Khattab            |                  |         | Al-Wahdat SC     |
| 3  | HV | Tareq Al-Ajarmeh         |                  |         |                  |
| 4  | HV | Mohammad Zureiqat        |                  |         | Al-Ramtha SC     |
| 5  | HV | Zaid Jaber               |                  |         | Shabab Al-Ordon  |
| 6  | HV | Abdel-Aziz Sariweh       |                  |         | Shabab Al-Ordon  |
| 7  | HV | Ibrahim Daldoum          |                  |         | Al-Baqa'a SC     |
| 8  | TV | Khalil Bani Attiah       |                  |         | Al-Faisaly       |
| 9  | TĐ | Mahmoud Za'tara          |                  |         | Al-Faisaly       |
| 10 | TV | Ahmed Samir              |                  |         | Al-Jazeera       |
| 11 | HV | Oday Zahran              |                  |         | Shabab Al-Ordon  |
| 12 | TM | Mustafa Abu Musameh      |                  |         | Al-Arabi (Irbid) |
| 13 | TV | Saddam Abdel-Muhsan      |                  |         | Al-Wahdat SC     |
| 14 | TV | Mustafa Anwar            |                  |         | Al-Wahdat SC     |
| 15 | TĐ | Munther Abu Amarah       |                  |         | Al-Wahdat SC     |
| 16 | TV | Mohannad Al-Ezza         |                  |         | Al-Wahdat SC     |
| 17 | TĐ | Mohannad Jamjoum         |                  |         | Al-Jazeera       |
| 18 | HV | Anas Al-Ghababsheh       |                  |         | Shabab Al-Ordon  |
| 20 | TĐ | Ahmad Al-Hourani         |                  |         | Al-Ramtha SC     |
| 21 | TĐ | Suhaib Al-Wihaybi        |                  |         | Al-Arabi (Irbid) |
| 22 | TM | Adel Yaseen              |                  |         |                  |
| 22 | TM | Yazid Abu Layla          |                  |         | Shabab Al-Ordon  |
| 23 | HV | Murad Al-Sous            |                  |         | Al-Wahdat SC     |
| 25 | TĐ | Hamza Al-Dardour         |                  |         | Al-Ramtha SC     |
| 31 | HV | Ahmed Mazen Al-Sagheer   |                  |         | Al-Jazeera       |
| 36 | TV | Abdel-Ru'ouf Al-Rawabdeh |                  |         | Al-Arabi (Irbid) |
| 43 | TĐ | Khaldoun Al-Khawaldeh    |                  |         | Al-Faisaly       |

## Bảng D

### Úc
| Số | Vt | Cầu thủ           | Ngày sinh (tuổi)            | Số trận | Câu lạc bộ             |
| -- | -- | ----------------- | --------------------------- | ------- | ---------------------- |
| 1  | TM | Mark Birighitti   | 17 tháng 4, 1991 (19 tuổi)  |         | Adelaide United        |
| 2  | HV | Dylan McGowan     | 6 tháng 8, 1991 (19 tuổi)   |         | Hearts                 |
| 3  | HV | Brendan Hamill    | 18 tháng 9, 1992 (18 tuổi)  |         | Melbourne Heart        |
| 4  | HV | Sam Gallagher     | 5 tháng 5, 1991 (19 tuổi)   |         | Central Coast Mariners |
| 5  | HV | Jason Davidson    | 29 tháng 6, 1991 (19 tuổi)  |         | Paços de Ferreira      |
| 6  | TV | Ben Kantarovski   | 20 tháng 1, 1992 (18 tuổi)  |         | Newcastle Jets         |
| 7  | TV | Kofi Danning      | 2 tháng 3, 1991 (19 tuổi)   |         | Sydney FC              |
| 8  | HV | Rhyan Grant       | 26 tháng 2, 1991 (19 tuổi)  |         | Sydney FC              |
| 9  | TĐ | Eli Babalj        | 21 tháng 2, 1992 (18 tuổi)  |         | Melbourne Heart        |
| 10 | TĐ | Kerem Bulut       | 3 tháng 2, 1992 (18 tuổi)   |         | Mladá Boleslav         |
| 11 | TV | Tommy Oar         | 10 tháng 12, 1991 (18 tuổi) |         | Utrecht                |
| 12 | TV | Mathew Leckie     | 4 tháng 2, 1991 (19 tuổi)   |         | Adelaide United        |
| 13 | TV | Terry Antonis     | 26 tháng 11, 1993 (16 tuổi) |         | Sydney FC              |
| 14 | HV | Daniel Bowles     | 19 tháng 10, 1991 (18 tuổi) |         | Brisbane Roar          |
| 15 | TV | Ryan Edwards      | 17 tháng 11, 1993 (16 tuổi) |         | Úcn Institute of Sport |
| 16 | TĐ | Matthew Fletcher  | 1 tháng 6, 1992 (18 tuổi)   |         | Sunderland             |
| 18 | TM | Matt Acton        | 3 tháng 6, 1992 (18 tuổi)   |         | Brisbane Roar          |
| 19 | TV | Mustafa Amini     | 20 tháng 4, 1993 (17 tuổi)  |         | Central Coast Mariners |
| 20 | HV | Nikola Stanojevic | 25 tháng 6, 1992 (18 tuổi)  |         | Central Coast Mariners |
| 21 | TM | Alex Pearson      | 9 tháng 7, 1992 (18 tuổi)   |         | Perth Glory            |
| 26 | HV | Marc Warren       | 11 tháng 2, 1992 (18 tuổi)  |         | Central Coast Mariners |
| 27 | TV | Dimitri Petratos  | 10 tháng 11, 1992 (17 tuổi) |         | Sydney FC              |

### Hàn Quốc
Huấn luyện viên: Lee Kwang-jong

| Số | VT | Cầu thủ         | Ngày sinh (tuổi)            | Trận | Bàn | Câu lạc bộ              |
| -- | -- | --------------- | --------------------------- | ---- | --- | ----------------------- |
| 1  | TM | No Dong-geon    | 4 tháng 10, 1991 (18 tuổi)  |      |     | Korea University        |
| 2  | HV | Kwon Jin-young  | 23 tháng 10, 1991 (18 tuổi) |      |     | Soongsil University     |
| 3  | HV | Kim Jin-su      | 13 tháng 6, 1992 (18 tuổi)  |      |     | Singal High School      |
| 4  | HV | Lee Joo-young   | 16 tháng 3, 1991 (19 tuổi)  |      |     | Sungkyunkwan University |
| 5  | HV | Hwang Do-yeon   | 27 tháng 2, 1991 (19 tuổi)  |      |     | Chunnam Dragons         |
| 6  | TV | Nam Seung-woo   | 18 tháng 2, 1992 (18 tuổi)  |      |     | Bookyung High School    |
| 7  | TV | Yun Il-lok      | 7 tháng 3, 1992 (18 tuổi)   |      |     | Gyeongnam FC U-18       |
| 8  | TV | Baek Sung-dong  | 13 tháng 8, 1991 (19 tuổi)  |      |     | Yonsei University       |
| 9  | TĐ | Lee Jong-ho     | 24 tháng 2, 1992 (18 tuổi)  |      |     | Chunnam Dragons U-18    |
| 10 | TV | Choi Sung-keun  | 28 tháng 7, 1991 (19 tuổi)  |      |     | Korea University        |
| 11 | TV | Kim Kyung-jung  | 16 tháng 4, 1991 (19 tuổi)  |      |     | Korea University        |
| 13 | TV | Lee Ki-je       | 9 tháng 7, 1991 (19 tuổi)   |      |     | Dongguk University      |
| 14 | TV | Kim Young-uk    | 29 tháng 4, 1991 (19 tuổi)  |      |     | Chunnam Dragons         |
| 16 | TV | Choi Bong-Kyoon | 24 tháng 6, 1991 (19 tuổi)  |      |     | Hanyang University      |
| 17 | HV | Lee Kwang-jin   | 23 tháng 7, 1991 (19 tuổi)  |      |     | FC Seoul                |
| 18 | TM | Jo Hyun-Woo     | 25 tháng 9, 1991 (19 tuổi)  |      |     | Sunmoon University      |
| 19 | TV | Lee Jae-myung   | 25 tháng 7, 1991 (19 tuổi)  |      |     | Gyeongnam FC            |
| 20 | HV | Jang Hyun-soo   | 28 tháng 9, 1991 (19 tuổi)  |      |     | Yonsei University       |
| 21 | TM | Kim Jin-young   | 2 tháng 3, 1992 (18 tuổi)   |      |     | Iri High School         |
| 23 | TV | Lee Min-soo     | 11 tháng 1, 1992 (18 tuổi)  |      |     | Hannam University       |
| 33 | TĐ | Ji Dong-won     | 28 tháng 5, 1991 (19 tuổi)  |      |     | Chunnam Dragons         |
| 39 | TĐ | Jung Seung-yong | 25 tháng 3, 1991 (19 tuổi)  |      |     | FC Seoul                |
| 41 | TĐ | Yoo Je-Ho       | 10 tháng 8, 1992 (18 tuổi)  |      |     | Pohang Steelers U-18    |

### Iran
| Số | VT | Cầu thủ                 | Ngày sinh (tuổi)           | Trận | Bàn | Câu lạc bộ   |
| -- | -- | ----------------------- | -------------------------- | ---- | --- | ------------ |
| 1  | TM | Iman Sadeghi            | 9 tháng 1, 1992 (18 tuổi)  |      |     | Steel Azin   |
| 2  | TV | Omid Alishah            | 1 tháng 10, 1992 (18 tuổi) |      |     | Naft Tehran  |
| 3  | HV | Bahman Maleki           | 11 tháng 2, 1992 (18 tuổi) |      |     | Zob Ahan     |
| 4  | HV | Iman Shirazi            | 11 tháng 3, 1992 (18 tuổi) |      |     | Zob Ahan     |
| 5  | HV | Ali Goudarzi            | 8 tháng 3, 1992 (18 tuổi)  |      |     | Zob Ahan     |
| 6  | TV | Mehrgan Golbarg         | 21 tháng 1, 1992 (18 tuổi) |      |     | Damash       |
| 8  | TV | Morteza Pouraliganji    | 19 tháng 4, 1992 (18 tuổi) |      |     | Naft Tehran  |
| 9  | TĐ | Kaveh Rezaei            | 5 tháng 4, 1992 (18 tuổi)  |      |     | Foolad       |
| 10 | TĐ | Milad Gharibi           | 20 tháng 2, 1992 (18 tuổi) |      |     | Saipa        |
| 11 | TV | Payam Sadeghian         | 29 tháng 2, 1992 (18 tuổi) |      |     | Zob Ahan     |
| 12 | TM | Alireza Beiranvand      | 22 tháng 9, 1992 (18 tuổi) |      |     | Naft Tehran  |
| 14 | HV | Bahram Dabbagh          | 24 tháng 7, 1992 (18 tuổi) |      |     | Tractor Sazi |
| 15 | HV | Saeid Lotfi             | 16 tháng 7, 1992 (18 tuổi) |      |     | Sepahan      |
| 16 | TV | Mohammad Abazadeh       |                            |      |     | Saba Qom     |
| 18 | TV | Yaghoub Karimi          | 31 tháng 8, 1991 (19 tuổi) |      |     | Esteghlal    |
| 19 | HV | Mohammad Reza Khanzadeh | 20 tháng 1, 1992 (18 tuổi) |      |     | Rah Ahan     |
| 20 | TV | Mohammad Sadegh Barani  | 9 tháng 12, 1991 (18 tuổi) |      |     | Rah Ahan     |
| 21 | TĐ | Mojtaba Mahboub Mojaz   | 24 tháng 4, 1991 (19 tuổi) |      |     | Esteghlal    |
| 22 | TM | Hadi Rishi Esfahani     | 19 tháng 2, 1992 (18 tuổi) |      |     | Sepahan      |
| 23 | TĐ | Alireza Jahanbakhsh     | 8 tháng 10, 1993 (16 tuổi) |      |     | Damash       |
| 24 | HV | Hadi Mohammadi          | 9 tháng 3, 1991 (19 tuổi)  |      |     | Dorna Tehran |
| 37 | HV | Hadi Dehghani           |                            |      |     | Malavan      |
| 41 | TV | Akbar Imani             | 21 tháng 3, 1992 (18 tuổi) |      |     | Sepahan      |

### Yemen
Huấn luyện viên: Sami Hasan AL-Nash. 

| Số | VT | Cầu thủ                      | Ngày sinh (tuổi)          | Trận | Bàn | Câu lạc bộ    |
| -- | -- | ---------------------------- | ------------------------- | ---- | --- | ------------- |
| 1  | TM | Esam Abdo Al-Hakimi          | 1 tháng 1, 1991 (19 tuổi) |      |     | Yemen         |
| 12 | TM | Mohammed Waleed Abdullah     | 1 tháng 1, 1991 (19 tuổi) |      |     | Yemen         |
| 35 | TM | Mohammed Hisham Abduljalil   | 1 tháng 1, 1991 (19 tuổi) |      |     | Yemen         |
| 4  | HV | Ali Ali Mohammed Nasser      | 1 tháng 1, 1991 (19 tuổi) |      |     | Yemen         |
| 5  | HV | Ahmed Sadeq El-Khamri        | 1 tháng 1, 1991 (19 tuổi) |      |     | Yemen         |
| 6  | HV | Khaled Mohammed AL-Sahmi     | 1 tháng 1, 1991 (19 tuổi) |      |     | Yemen         |
| 2  | HV | Motazz Ahmed Mohammed Qaid   | 1 tháng 1, 1991 (19 tuổi) |      |     | Yemen         |
| 7  | HV | Waleed Mohammed AL-Hubaishi  | 1 tháng 1, 1991 (19 tuổi) |      |     | Yemen         |
| 9  | HV | Mohammed Hussein Al-Shamsi   | 1 tháng 1, 1991 (19 tuổi) |      |     | Yemen         |
| 21 | HV | Asaad Abdo Ali Al-Reyashi    | 1 tháng 1, 1991 (19 tuổi) |      |     | Yemen         |
| 25 | HV | Amr Najib Farag BA Wazir     | 1 tháng 1, 1991 (19 tuổi) |      |     | Yemen         |
| 8  | TV | Ahmed Mohammed Al-Baidhani   | 1 tháng 1, 1991 (19 tuổi) |      |     | Yemen         |
| 15 | TV | Hisham Saeed Al-Asbahi       | 1 tháng 1, 1991 (19 tuổi) |      |     | Yemen         |
| 16 | TV | Tawfik Emad Ali Mansoor      | 1 tháng 1, 1991 (19 tuổi) |      |     | Yemen         |
| 19 | TV | Mohammed Ahmed Boqshan       | 1 tháng 1, 1991 (19 tuổi) |      |     | Yemen         |
| 20 | TV | Esam Saleh AL-Worafi         | 1 tháng 1, 1991 (19 tuổi) |      |     | Yemen         |
| 10 | TV | Saleh Saeed AL-Yamani        | 1 tháng 1, 1991 (19 tuổi) |      |     | Yemen         |
| 11 | TV | Yaser Yahya AL-Shaibani      | 1 tháng 1, 1991 (19 tuổi) |      |     | Yemen         |
| 13 | TV | Mohammed Abdulazim AL-Qadasi | 1 tháng 1, 1991 (19 tuổi) |      |     | Yemen         |
| 18 | TĐ | Ayman Al Hagri               | 1 tháng 1, 1991 (19 tuổi) |      |     | Al-Sha'ab Ibb |
| 23 | TĐ | Murid Abdurabu AL-Radaei     | 1 tháng 1, 1991 (19 tuổi) |      |     | Yemen         |
| 12 | TĐ | Salah Awadh AL-Omzae         | 1 tháng 1, 1991 (19 tuổi) |      |     | Yemen         |